# Stéphane Blanquet
Pour les articles homonymes, voir Blanquet.
Stéphane Blanquet, né le 15 mai 1973, est un artiste plasticien et dessinateur français.

## Parcours artistique
Né en 1973, Stéphane Blanquet est actif depuis la fin des années 1980. Son travail comprend, entre autres, la conception et réalisation d'installations, la réalisation d’œuvre d'art, l'art urbain, le cinéma, le théâtre, l'édition indépendante, la direction artistique…
Il cite souvent un souvenir : enfant, il a regardé à la télévision avec ses grands-parents le film L'Étrange Créature du lac noir en 3D. C'est le début de son intérêt pour la culture populaire : illustrés, farces et attrapes, tours de magie, art forain et illusions d'optique.
Très jeune, Blanquet devient « l’un des graphzinistes les plus typiques et les plus éminents ». Ses œuvres graphiques sont exposées au Regard Moderne (1993 et 1996, Paris), aux États-Unis au Cartoon Art Museum (San Francisco)… et sont publiées par de nombreuses revues : Atomix, Le Dernier Cri, BLAB! (en), Ax… Son travail d’éditeur avec Chacal Puant et La Monstrueuse est également reconnu : en 1996, il reçoit l'Alph Art du fanzine à Angoulême. Il est édité aux États-Unis par Monte Beauchamp, les éditions Last Gasp et les éditions Fantagraphics Books.
En janvier 1997, il lance son site web, le BlanquetWeb. La même année, il s’implique dans la réalisation de films d’animation et crée un premier court métrage Le Mélange des couleurs pour Canal +. En 2005, un DVD Les Réanimations présente tous ses courts métrages. En 2012, il est invité par SupInfoCom Arles à réaliser un court métrage avec une équipe d’étudiants. Ce film La Cornée est présenté dans de nombreux festivals et expositions. Il a été présenté au Musée des beaux-arts de Boston (États-Unis).
En 2001, son travail fait l’objet d’une première rétrospective à la maison de la culture à Tournai (Belgique). Les années suivantes, son travail est présenté dans de nombreux festivals et dans des expositions : exposition « Blab ! » à San Diego (États-Unis) et au Marianna Kistler Beach Museum of Art, exposition organisée par Paul Gravett "Cult Fiction" à la Hayward Gallery (Londres) et 6 lieux en GB, exposition à Fumetto (Lucerne, Suisse)…
En 2001 également paraît chez Cornélius son roman graphique La Nouvelle aux pis, suivi par la publication d’autres ouvrages : Le Noir Seigneur, Bouquet Bonheur, Chochottes… En 2007, Cornélius publie le roman graphique La Vénéneuse aux deux éperons qui sera un des lauréats du Concours des plus beaux livres français. Ses livres ont été publiés au Japon, aux États-Unis, en Espagne, en Italie, au Brésil…
En 2003, il fait la connaissance de Jean Lambert-wild. Ce sera d'abord la réalisation de l'affiche et de la poupée Médusine, l'urticante de votre lit dans le cadre de la création de Crise de Nerfs - Parlez-mois d'amour, puis, en 2006, Sade Songs. À la comédie de Caen, Blanquet participe à la création de pièces de théâtre et s’implique dans la réalisation, la scénographie, la création des costumes de scènes et l’écriture. En 2010, la pièce Comment ai-je pu tenir là-dedans ? est présentée au festival d’Avignon, au Palais de Chaillot, au Théâtre national de Corée à Séoul et dans plusieurs villes au Japon(plus de 370 dates à ce jour). Elle est nommée aux Molières. Il travaille également sur les pièces War Sweet War (2012) et Mon amoureux noueux pommier (2012). Ils travaillent ensuite ensemble à la création de Richard III - Loyaulté me Lie qui est présenté en janvier 2016 au Théâtre de l'Union à Limoges puis part en tournée en France, Suisse, Belgique, Canada, Angleterre, États-Unis… 
En 2007, il relance sa maison d’édition United Dead Artists. Les publications sont centrées sur l’image. Des monographies (Topor, Gary Panter, Keiichi Tanaami…), des revues (Tendon Revolver, Muscle Carabine et Tranchée racine) et des objets sous la marque « United Dead Toys » voient le jour. Il a ainsi publié le travail de près de 200 artistes et une centaine de publications. La Tranchée Racine est aujourd’hui tirée à 4 000 exemplaires. Il a créé un kiosque pour présenter les publications d'United Dead Artists qui est régulièrement exposé dans des musées et centres culturels comme une installation.
En 2008, il fait une première incursion dans l’art urbain et crée une grande peinture murale pour le Kabinett Passage au Museumsquartier en Autriche.
En 2009, Il prend part à l’exposition « Quintet », au musée d'art contemporain de Lyon où il présente une grande installation remarquée par le critique du Monde, Philippe Dagen. En 2010, il est au Japon où il participe à différents évènement et présente une exposition à la Span Art Gallery. Il renouvelle cette expérience à Singapour en 2012 où il présente une installation nocturne pour les Nuits Blanches et, en 2013, lorsqu’il expose au Singapore Art Museum, l’installation Glossy Dreams in Depths sur 250 m2, qui est vue par 100 000 visiteurs.
Son travail a été exposé à Reims dans quatre lieux différents dont les médiathèques Jean Falala et Croix Rouge, au WHARF (Centre d'art contemporain de Basse-Normandie) et à la maison de la culture d’Évreux. Il a également réalisé une œuvre pour Paramount Pictures pour la promotion du film Teenage Mutant Ninja Turtles et a mis un pied dans le monde de la mode avec une première collaboration avec la marque belge KRJST.
Ses œuvres font partie de collections privées en France, en Europe, aux États-Unis, aux Philippines et au Japon. Elles sont présentes dans des collections publiques, par exemple :
- Zentralinstitut für Kunstgeschichte (Munich)
- Bibliothèque nationale de France (Paris)
- Centre de ressources et de documentation sur les fanzines et revues amateurs (Poitiers)

## Réalisations

### Principales expositions et installations
- Écume mercure au plexus, expo personnelle, Galerie Huberty & Breyne, Bruxelles, 2024
- Écailles rouges en fond de gorge, expo personnelle, Galerie Huberty & Breyne, Paris, 2022
- Dans les têtes de Stéphane Blanquet, expo personnelle, Halle Saint-Pierre, France, du 5 septembre 2020 au 2 janvier 2022
- New Lung Seeded Inside, expo personnelle, Fürstenfeldbruck Kunshaus, Allemagne, 2017
- Zoocryptage, expo collective, crypte Sainte Eugénie, Biarritz, 2017
- Hors Cases, expo collective, maison de la culture, Amiens, 2017
- Musique à voir, expo collective, LAAC, Dunkerque, 2017
- MAD, évènement, Maison Rouge, Paris, 2016
- Goudron Pressage - Sillon Tympan, expo personnelle, Centre Georges-Pompidou, Paris, 2016
- L’Esprit Singulier, expo collective, Halle Saint-Pierre, Paris, 2016
- Maison de la culture, Evreux, France, 2014
- Vide point . rose trou, librairie-galerie arts factory Bastille, Paris, 2014
- Wharf, centre d'art contemporain de Basse-Normandie, Caen, 2013
- Glossy Dreams in Depths, Singapore Art Museum, Singapour, 2013
- Machoires Noires, médiathèques de Reims, Block 450, PommeZ, 2012
- Distorted Forest, Night Lights Festival, Singapour, 2012
- Blanquet gangrène Tokyo – Acte 1er, Span Art Gallery, Tokyo, 2010
- Quintet, musée d'art contemporain de Lyon, 2009
- Blanquet s'ouvre la panse, Espace Beaurepaire + Arts factory, Paris, 2007
- Labyrinthique intestin, Rencontres du 9e Art, Aix, 2006
- Exposition Blanquet aux Ateliers du Vent, Périscopages, Rennes, 2005
- Chambre avec vue sur mes cauchemars (première version), festival international de BD de Sierre, 2004
- Rétrographie, maison de la culture de Tournai, 2001
- Exposition posthume, Un Regard moderne, Paris, 1993

### Ouvrages
- Plexus Mercure, Joie Panique, 2024
- Vide Point Rose Trou, livre en sérigraphie, en collaboration avec Gfeller + Hellsgård, Re:Surgo!, 2014
- Rendez vous Moi en Toi, United Dead Artists, 2013[28]
- Miel de Fond, livre en sérigraphie, mise en couleur et impression: Gfeller + Hellsgård, Bongoût, 2010
- La chair nue s'articule, Alain Beaulet éditeur, 2009
- Participation au tome 7 des albums collectifs « Kramers Ergot », 2008
- Ratures 02, Alain Beaulet éditeur, 2007
- Ratures 01, Alain Beaulet éditeur, 2006
- La Vénéneuse aux deux éperons, Cornélius, 2006[29]
- Chocottes au sous-sol !, La Joie de lire, 2005
- Troubles sur l'oreiller, Alain Beaulet éditeur, 2004
- Donjon Monsters t4 : Le noir seigneur, avec Joann Sfar et Lewis Trondheim, Delcourt, 2003
- Sur l'épiderme, Alain Beaulet éditeur, 2003
- Bouquet bonheur, Cornelius, 2002[30]
- Bourrelet Comics, Les loups sont fâchés, 2002
- La nouvelle aux pis, Cornélius, 2001  (ISBN 2-909990-61-3)
- Morphologie variable, L'Association, 2001
- Le Fantôme des autres, Drozophile, 2000[31]
- Le Lombric, Cornélius, 1999[32]
- Mon placard, Schokoriegel, 1997, nouvelle édition Cornélius, 2008
- Guimauve 1, ed Cornélius, 1997
- Viande froide et cie, L'Association, 1997
- Les Gens des Bois, Le dernier cri, 1996, réed. United Dead Artists, 2003
- Mon méchant moi, Chacal Puant, 1996
- Badadaboum, Istvan Vamos Agudo Apdo, 1996
- À l'intérieur… des têtes, Mille Putois 1995, réed. L'Association, 1998
- Canned monster, Chacal Puant, 1995
- Harr, Chacal Puant, 1994
- L'Elastoc, Chacal Puant, 1994
- Le petit livre, Chacal Puant, 1994
- Ça va mal, Chacal Puant, 1994
- Ultimatum gangster poche, Chacal Puant, 1994
- Salive, Chacal Puant, 1993
- Sketch-Book, Chacal Puant, 1992
- Caveman, Chacal Puant, 1992

### Monographies
- Blanquet d'hier à aujourd'hui, Alla Chernetska, Serious Publishing, 2024
- Monographie lacrymale, l'An 02, 2005 (préface de Gaspar Noé)
- Rétrographie, Maison de la culture de Tournai + United Dead Artists, 2001

### Films d'animation
- Cornée (2012)
- Mauvaise graine (2004, 4 min), pilote pour un projet de long métrage
- La Peau de chagrin (2003, 10 min)
- L'Épine de succession (2001)[33]
- Histoire muette (2000, 26 x 1 min)
- Mon placard (1999, 8 min)
- Vivement l'an 2000 (1998, 4 x 25 s)
- Le Mélange des couleurs (1997, 2 min)

### Albums illustrés |Livres jeunesse (sélection)
- La Reine des Neiges, texte de Hans Christian Andersen, 2011
- Les bêtes d'ombre : un conte sauvage, texte de Anne Sibran, 2010
- La Vieille Chechette, texte de Louise Michel, 2008
- Le Monstrueux, texte de Pierre Péju, 2007
- Sagesses et malices de Socrate, le philosophe de la rue, texte de Jean-Jacques Barrère et Christian Roche, 2005

### Fanzines
- Chacal Puant
- La Monstrueuse

### Théâtre et danse contemporaine
- Richard III - Loyaulté me lie, 2016
- Mon amoureux noueux pommier, 2012
- War Sweet War, 2012
- Comment ai-je pu tenir là dedans, 2010
- Sade Songs, 2006
- En sourdine, 2006

### Documentation
- Julien Bastide, Éric Benveniste, Erwin Dejasse, et. al., Blanquet. Monographie lacrymale, Angoulême : Éditions de l'An 2, 2005